# Трейніс Георгій Гаврилович
Георгій Гаврилович Трейніс (нар. 1907, Ростов-на-Дону, Російська імперія — пом. 2004) — радянський футболіст, захисник, футбольний тренер.

## Життєпис
Один з найпопулярніших гравців Ростова-на-Дону в 1920-і та 1930-і роки. Після утворення чемпіонату СРСР серед клубів в 1936 році, грав у складі ростовського «Динамо» в класах «В», «Б» і «А». У класі «А» в 1938 році провів 21 матч, дебютний матч зіграв 12 травня 1938 року проти бакинського «Темпа».
У 1939 році перейшов до харківського «Динамо», в його складі за два сезони зіграв 35 матчів у класі «Б».
Учасник Німецько-радянської війни, призваний до Червоної армії в 1941 році в Харкові. Воював у складі 13-ї гвардійської танкової бригади на Воронезькому і Південно-Західному фронтах. Звання станом на 1943 рік — сержант гвардії, станом на 1945 рік — старший сержант гвардії, командир телефонного відділення підрозділу зв'язку. Нагороджений Орденом Вітчизняної війни другого ступеня (1985), Орденом Червоної Зірки (1945), медаллю «За відвагу» (1943).
Після закінчення війни повернувся в Ростов-на-Дону і протягом одного сезону (1946) виступав за ростовське «Динамо» в класі «Б».
Після закінчення кар'єри гравця працював дитячим тренером, серед його вихованців — Веньямін Іскра, Олександр Шевченко, Борис Колесов. У 1960-1961 роках очолював команду майстрів «Ростсельмаш», під його керівництвом клуб в 1961 році зайняв друге місце в зональному турнірі класу «Б».